# Chocolate Supa Highway
Chocolate Supa Highway è il secondo album di Michael Franti & Spearhead pubblicato nel marzo del 1997.

## Tracce
1. Africa Online – 0:44
2. Chocolate Supa Highway – 5:08
3. Keep Me Lifted – 4:20
4. Foof for tha Masses – 5:01
5. U Can't Sings R Songs – 5:27
6. Tha Payroll (Stay Strong) – 5:09
7. Madness in the Hood (Free Ride) – 4:29
8. Rebel Music (3 O'Clock Roadblock) – 5:26
9. Why Oh Why – 4:51
10. Comin' to Gitcha – 4:07
11. Life Sentence – 0:13
12. Ganja Babe – 3:33
13. Wayfarin' Stranger – 5:28
14. Gas Gauge (Tha world's in Your Hands) – 4:35
15. Water Pistol Man (Chocolate Mix) – 5:44